# Tom Danielson
Tom Danielson (East Lyme (Connecticut), 13 maart 1978) is een Amerikaans voormalig wielrenner.

## Carrière
Danielson was vooral een ronderenner, zijn meeste overwinningen zijn dan ook eindklassementen. Zijn grootste overwinning boekte hij in 2006 toen hij een etappe in de Ronde van Spanje won, na al de hele dag in de aanval te hebben gereden. Samen met al zijn andere resultaten uit 2005 en 2006 werd deze zege echter geschrapt toen in 2012 bleek dat Danielson in die periode bloeddoping had gebruikt. Hij werd ook voor zes maanden geschorst. In maart 2013 keerde Danielson terug in het peloton. In 2015 werd hij opnieuw betrapt op doping, waarna zijn contract bij Team Cannondale-Garmin niet werd verlengd.

## Belangrijkste overwinningen
2002
- Eindklassement Ronde van het Qinghaimeer

2003
- Eindklassement Ronde van Langkawi
- 5e etappe Redlands Bicycle Classic
- Eindklassement Cascade Cycling Classic
- San Dimas Stage Race

2005
- 5e etappe Ronde van Georgia
- Eindklassement Ronde van Georgia

2006
- 5e etappe Ronde van Georgia
- Eindklassement Ronde van Oostenrijk
- 17e etappe Ronde van Spanje

2009
- 4e etappe Ronde van Burgos

2012
- 3e etappe Ronde van Colorado

2013
- Eindklassement Ronde van Utah

2014
- 4e etappe Ronde van Utah
- Eindklassement Ronde van Utah

2015
- Bergklassement Ronde van Catalonië

## Resultaten in voornaamste wedstrijden
| Jaar | Ronde van Italië | Ronde van Frankrijk | Ronde van Spanje |
| ---- | ---------------- | ------------------- | ---------------- |
| 2005 | opgave           |                     | 7e               |
| 2006 | opgave           |                     | 6e (1)           |
| 2007 |                  |                     | opgave           |
| 2008 |                  |                     |                  |
| 2009 | 78e              |                     | opgave           |
| 2010 |                  |                     | 8e               |
| 2011 |                  | 8e                  |                  |
| 2012 |                  | opgave              |                  |
| 2013 | 49e              | 60e                 |                  |
| 2014 |                  |                     |                  |
| 2015 | opgave           |                     |                  |

| Jaar | Luik-Bast.‑Luik | Ronde van Lombardije | Parijs-Tours |  | WK op de weg |  | Wereldranglijsten |
| ---- | --------------- | -------------------- | ------------ |  | ------------ |  | ----------------- |
| 2005 |                 |                      |              |  |              |  | 83e (UPT)         |
| 2006 |                 |                      |              |  |              |  | 54e (UPT)         |
| 2007 |                 |                      |              |  |              |  |                   |
| 2008 |                 | 94e                  | 83e          |  |              |  |                   |
| 2009 | 74e             | 65e                  |              |  | opgave       |  |                   |
| 2010 |                 | opgave               |              |  |              |  | 74e (UWK)         |
| 2011 | 95e             |                      |              |  |              |  | 68e (UWT)         |
| 2012 |                 |                      |              |  |              |  |                   |
| 2013 |                 |                      |              |  |              |  |                   |
| 2014 |                 |                      |              |  |              |  |                   |
| 2015 |                 |                      |              |  |              |  |                   |

## Ploegen
- 2002-Mercury Cycling Team (vanaf 25/05)
- 2003-Saturn Cycling Team
- 2004-Fassa Bortolo
- 2005-Discovery Channel
- 2006-Discovery Channel
- 2007-Discovery Channel
- 2008-Team Garmin-Chipotle
- 2009-Team Garmin-Slipstream
- 2010-Team Garmin-Transitions
- 2011-Team Garmin-Cervélo
- 2012-Team Garmin-Barracuda
- 2013-Team Garmin-Sharp
- 2014-Garmin Sharp
- 2015-Team Cannondale-Garmin